# Krasnovisjersk
Krasnovisjersk (Russisch: Красновишерск) is een stad in de kraj Perm, Rusland. De stad had 16099 inwoners bij de volkstelling van 2002. De stad is gesticht in 1942.
Bestuurlijk centrum: Perm

Aleksandrovsk · Berezniki · Dobrjanka · Goebacha · Gornozavodsk · Gremjatsjinsk · Kizel · Koedymkar · Koengoer · Krasnokamsk · Krasnovisjersk · Lysva · Nytva · Ochansk · Oesolje · Osa · Otsjor · Solikamsk · Tsjajkovski · Tsjerdyn · Tsjernoesjka · Tsjoesovoj · Tsjormoz · Veresjtsjagino